# Harry Whittle
Harry Whittle (* 2. Mai 1922 in Bolton, Greater Manchester; † 11. Mai 1990 ebenda) war ein britischer Hürdenläufer und Weitspringer.
Bei den Olympischen Spielen 1948 in London wurde er Siebter im Weitsprung und erreichte über 400 m Hürden das Halbfinale.
1950 wurde er für England startend bei den British Empire Games in Auckland jeweils Fünfter über 440 Yards Hürden und im Weitsprung sowie Zehnter im Dreisprung. Bei den Leichtathletik-Europameisterschaften in Brüssel gewann er Bronze über 400 m Hürden; im Weitsprung qualifizierte er sich für das Finale, trat dort aber nicht an.
Bei den Olympischen Spielen 1952 in Helsinki wurde er Fünfter über 400 m Hürden.
Siebenmal wurde er Englischer Meister über 440 Yards Hürden (1947–1953), zweimal im Weitsprung (1947, 1949) und jeweils einmal über 220 Yards Hürden (1953) und im Zehnkampf (1950).

## Persönliche Bestleistungen
- 440 Yards Hürden: 52,7 s, 11. Juli 1953, London (entspricht 52,4 s über 400 m Hürden)
- Weitsprung: 7,25 m, 19. Juli 1947, London